# Randwertproblem
Randwertprobleme (kurz: RWP) auch Randwertaufgabe (kurz: RWA) oder englisch Boundary value problem (kurz: BVP) nennt man in der Mathematik eine wichtige Klasse von Problemstellungen, bei denen zu einer vorgegebenen Differentialgleichung (DGL) Lösungen gesucht werden, die auf dem Rand des Definitionsbereiches vorgegebene Funktionswerte (Randbedingungen) annehmen sollen. Das Gegenstück dazu ist das Anfangswertproblem, bei dem die Lösung für einen beliebigen Punkt im Definitionsbereich vorgegeben wird.

## Gewöhnliche Differentialgleichung

### Dirichlet-Problem
Es seien {\displaystyle \alpha } und {\displaystyle \beta } reelle Zahlen. Randdaten oder Randbedingungen einer Funktion {\displaystyle u\colon [a,b]\to \mathbb {R} } der Form
{\displaystyle u(a)=\alpha \quad {\text{und}}\quad u(b)=\beta }
heißen Randbedingungen erster Art oder Dirichletsche Randbedingungen. Ist {\displaystyle \alpha =\beta =0} so sprechen wir von homogenen Dirichletschen Randbedingungen. Ansonsten sprechen wir von inhomogenen Randbedingungen.
Gesucht ist also eine Funktion {\displaystyle u}, welche Lösung des folgenden Problems ist:
{\displaystyle (N){\begin{cases}f(x,u(x),u'(x),u''(x))=0,\quad x\in (a,b)&\\u(a)=\alpha ,~u(b)=\beta .&\end{cases}}}
Hierbei ist {\displaystyle f} eine vorgeschriebene Funktion und {\displaystyle \alpha ,\beta } sind die vorgeschriebenen Randbedingungen. Hinreichende Bedingungen zur Existenz (und Eindeutigkeit) von Lösungen von {\displaystyle (N)} findet man in dem Artikel Dirichlet-Problem.

### Sturm-Liouville-RWP
Seien {\displaystyle r,p,q\in {\mathcal {C}}([a,b],\mathbb {R} )}

{\displaystyle Lu:=(pu')'+qu} sei ein selbstadjungierter linearer Differentialoperator 2. Ordnung

Randoperatoren mit {\displaystyle {\alpha _{0}}^{2}+{\alpha _{1}}^{2}>0,~{\beta _{0}}^{2}+{\beta _{1}}^{2}>0} seien 

{\displaystyle R_{a}u:=\alpha _{0}u(a)+\alpha _{1}p(a)u'(a)}

{\displaystyle R_{b}u:=\beta _{0}u(b)+\beta _{1}p(b)u'(b)}

{\displaystyle (*){\begin{cases}(Lu)(x)=r(x)&\\R_{u}(a)=\eta _{a},~R_{u}(b)=\eta _{b}&\end{cases}}}
heißt Sturm-Liouville-RWP.

### Sturm-Liouville-EWP
{\displaystyle (P_{\lambda }){\begin{cases}(Lu)(x)=\lambda u(x)&\\R_{u}(a)=R_{u}(b)=0&\end{cases}}}

Diejenigen {\displaystyle \lambda \in \mathbb {R} }, für die {\displaystyle (P_{\lambda })} nicht eindeutig lösbar ist, heißen Eigenwerte. Die zugehörigen Lösungen heißen Eigenfunktionen.

## Partielle Differentialgleichungen
Sei {\displaystyle \Omega \subset \mathbb {R} ^{d}} offen und beschränkt, {\displaystyle f} sei eine auf {\displaystyle \Omega } Lebesgue-messbare Funktion, {\displaystyle g} beschreibe die Randvorgaben. Gesucht sind jeweils Lösungen {\displaystyle u\colon \Omega \rightarrow \mathbb {R} ^{n}}. Die partielle Differentialgleichung sei gegeben durch den Differentialoperator {\displaystyle L\colon u\mapsto L(u)}. Insbesondere führen elliptische Differentialoperatoren immer auf Randwertprobleme, etwa der Laplace-Operator auf die Poisson-Gleichung.

### Dirichlet-Problem
Beim Dirichlet-Problem werden Funktionswerte auf dem Rand vorgegeben.
{\displaystyle L(u)(x)=f(x)} für {\displaystyle x\in \Omega ,}
{\displaystyle u(x)=g(x)} für {\displaystyle x\in \partial \Omega .}

### Neumann-Problem
Anstatt Funktionswerten werden beim Neumann-Problem Ableitungswerte auf dem Rand vorgeschrieben.
{\displaystyle L(u)(x)=f(x)} für {\displaystyle x\in \Omega ,}
{\displaystyle {\frac {\partial u}{\partial n}}(x)=g(x)} für {\displaystyle x\in \partial \Omega .}

### Schiefe Randbedingung
Die schiefe Randbedingung stellt eine Kombination der beiden vorangehenden Probleme dar. Hierbei soll die gesuchte Funktion auf dem Rand gleich ihrer Normalenableitung auf dem Rand sein.
{\displaystyle L(u)(x)=f(x)} für {\displaystyle x\in \Omega ,}
{\displaystyle u(x)={\frac {\partial u}{\partial n}}(x)} für {\displaystyle x\in \partial \Omega .}

## Hilfsmittel
Ein wichtiges theoretisches Hilfsmittel zur Untersuchung von Randwertproblemen sind die Greenschen Funktionen.
In der Numerik werden als Verfahren zur näherungsweisen Lösung z. B. die FDM (finite difference method), die FEM (finite element method), das Schießverfahren und die Mehrzielmethode eingesetzt.

## Naturwissenschaftliche Anwendung
Die Modellierung vieler Vorgänge in Natur und Technik baut auf Differentialgleichungen auf. Typische einfache Beispiele für RWP sind
- schwingende Saite, die an ihren beiden Enden (=Rand) fest eingespannt ist
- Angeregte Schwingungsmembran (der Rand ist hier ein Kreisring) wie bei einem Trampolin oder einer Trommel
- Bewegungsgleichungen von Satelliten bei Keplerbahnen, siehe auch Bahnbestimmung
- die Kettenlinie einer zwischen zwei Punkten durchhängenden Kette
- die Ausformung der Radien der drei sich bildenden Lamellen, wenn sich zwei zuerst eigenständige Seifenblasen vereinigen
- die Annahme einer konstanten Temperatur in der Wärmeleitung
- die Annahme einer konstanten Wärmestromdichte an der Grenze zwischen zwei Medien (z. B. perfekte Isolation).

Umgekehrt können Versuche mit materiellen Modellen – aus Federnetzwerk, Gummituch, Seifenblase – der Lösung mathematisch formulierter Aufgaben oder ihrer Veranschaulichung dienen:
- Gravitationspotential dargestellt durch die mittige Eindellung eines am Rand waagrecht eingespannten Gummituchs, (elliptisch) umkreisende Bewegung durch eine rollende kleine Kugel
- Spannungsoptik